# Heidenheim
Heidenheim é uma cidade  do distrito Heidenheim no leste de Baden-Württemberg, Alemanha. Os distritos vizinhos são Ostalbkreis, Dillingen, Günzburg, Alb-Donau.
Conhecida como Aquileia (em latim: Aquilea) durante o período romano.

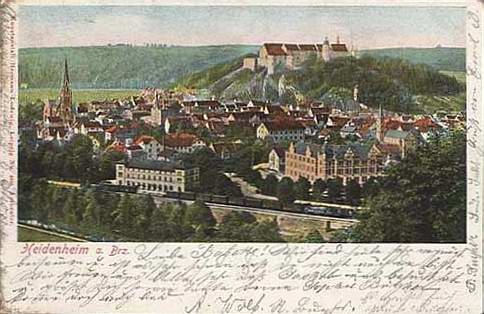
Heidenheim em 1902

## História
A cidade foi criada no princípio do século XIX, em 1808.

## Geografia
A cidade está localizada nas planícies altas das montanhas (Schwäbische Alb).